# Sully, Oise

Sully este o comună în departamentul Oise, Franța. În 1 ianuarie 2022 avea o populație de 166 de locuitori.